# ジョナタン・コジア
ジョナタン・コジア（Jonathan Kodjia 、1989年10月22日 - ）は、フランス・サン＝ドニ出身のプロサッカー選手。コートジボワール代表。ウム・サラルSC所属。ポジションは、フォワード。

## クラブ経歴

### ブリストル・シティ
2015年7月20日、ブリストル・シティFCと延長オプション付きの3年契約を結んだ。8月15日のブレントフォードFC戦で加入後初ゴール。

### アストン・ヴィラ
2016年8月30日、アストン・ヴィラFCと4年契約を結んだ。移籍金は1100万ポンドで、成績次第で400万ポンドが上乗せされる。ブレントフォードFC戦で移籍後初出場&初ゴール。

### アル・ガラファ
2020年1月19日、カタール・スターズリーグのアル・ガラファに移籍した。

## 代表歴
コジア自身はフランスで生まれ育ったが、両親がコートジボワール出身のため、コートジボワール代表を選択することも出来た。2016年5月に行われたハンガリーとの親善試合でコートジボワール代表デビュー。2016年6月4日のガボン戦で初ゴール。

### ゴール
| #   | 開催日         | 開催地         | 対戦国             | スコア | 結果 | 試合概要                           |
| --- | -------------- | -------------- | ------------------ | ------ | ---- | ---------------------------------- |
| 1.  | 2016年6月4日   | ブアケ         | ガボン             | 1–0    | 2–1  | 親善試合                           |
| 2.  | 2016年9月3日   | ブアケ         | シエラレオネ       | 1–0    | 1–1  | アフリカネイションズカップ2017予選 |
| 3.  | 2016年10月8日  | ブアケ         | マリ               | 1–1    | 3–1  | 2018 FIFAワールドカップ予選        |
| 4.  | 2017年1月11日  | アブダビ       | ウガンダ           | 1–0    | 3–0  | 親善試合                           |
| 5.  | 2017年3月24日  | クラスノダール | ロシア             | 0–1    | 0–2  | 親善試合                           |
| 6.  | 2018年9月9日   | キガリ         | ルワンダ           | 1–0    | 2–1  | アフリカネイションズカップ2019予選 |
| 7.  | 2018年10月12日 | ブアケ         | 中央アフリカ共和国 | 1–0    | 4–0  | アフリカネイションズカップ2019予選 |
| 8.  | 2019年3月26日  | アビジャン     | リベリア           | 1–0    | 1–0  | 親善試合                           |
| 9.  | 2019年6月19日  | アブダビ       | ザンビア           | 1–1    | 4–1  | 親善試合                           |
| 10. | 2019年6月24日  | カイロ         | 南アフリカ共和国   | 1–0    | 1–0  | アフリカネイションズカップ2019     |
| 11. | 2019年7月11日  | スエズ         | アルジェリア       | 1–1    | 1–1  | アフリカネイションズカップ2019     |

## タイトル

### 個人
- リーグ・ドゥ年間最優秀選手：2015
- リーグ・ドゥベスト11：2015